# Sun Linlin
Sun Linlin (Dandong, 3 oktober 1988) is een Chinees shorttrackster.
Tijdens de 2010 won Sun de gouden medaille in de relay.

## Resultaten

### Olympische Winterspelen
| Jaar | Plaats    | Resultaten                  |
| ---- | --------- | --------------------------- |
| 2010 | Vancouver | relay 10e 1000 m 10e 1500 m |

1992: Cutrone, Daigle, Lambert, Perreault ·
1994: Chun, Kim S.-h., Kim Y.-m., Won ·
1998: An, Chun, Kim, Won ·
2002: Choi E.-k., Choi M.-k., Joo, Park ·
2006: Byun, Choi, Jeon, Jin, Kang ·
2010: Sun, Wang, Zhang, Zhou ·
2014: Cho, Kim, Kong, Park, Shim ·
2018: Choi, Kim A.-l., Kim Y.-j., Lee, Shim ·
2022: Van Kerkhof, Poutsma, Schulting, Velzeboer